# 滋賀県道145号片岡栗東線
滋賀県道145号片岡栗東線（しがけんどう145ごう かたおかりっとうせん）は、滋賀県草津市から栗東市に至る一般県道である。

## 概要
草津市下物町から栗東市高野に至る。
途中で南守山街道となるが、この通り以外は道幅が全体的に狭い。
国道8号野洲栗東バイパスの建設に伴い、守山市焔魔堂町 - 栗東市出庭の区間は4車線化が計画されている。栗東市出庭地区は、2019年度に4車線の供用を開始した。

### 路線データ
- 起点：草津市下物町（滋賀県道26号大津守山近江八幡線交点）
- 終点：栗東市高野（高野交差点、国道1号交点、滋賀県道12号栗東信楽線起点）

## 歴史
- 1958年（昭和33年）7月26日 - 滋賀県告示第291号により路線認定[2]
- 1981年（昭和56年）3月5日 - 守山市勝部町のJR西日本東海道本線をまたぐ千代高架橋（延長160 m、全幅員11 m、車道幅6 mのPC橋）が供用開始され、踏切が解消される[注釈 1][4]。
- 2013年（平成25年）11月15日 - 草津市芦浦町 - 同市長束町の草津市道594.9 mを同路線に編入し、草津市片岡町 - 同市長束町の従来からあった区間を認定から外す[5]。
- 2018年（平成30年）4月1日 - 守山市道焔魔堂大門線であった区間を編入し、従来の区間を守山市へ移管する[注釈 2][6][7]
- 2019年（令和元年）11月27日 - 道の駅アグリの郷栗東の前の部分の工事が電柱の移設の関係で若干の遅れが生じたということで、宅屋交差点（栗東市出庭）付近を先行で4車線の供用開始[8][9]
- 2020年（令和2年）
  - 3月6日 - 宅屋交差点（栗東市出庭）から道の駅アグリの郷栗東までの4車線の供用開始[8][9]
  - 12月16日 - 宅屋交差点（栗東市出庭）の国道8号を向いての渋滞解消のため、信号パターンを変更
- 2024年（令和6年）5月31日 - 横江工業団地の造成に伴い守山市横江町地先で経路を追加[10]

## 路線状況

### バイパス
- 草津市片岡町交点 - 草津市芦浦町

### 重複区間
- 滋賀県道42号草津守山線（守山市横江町 - 守山市金森町・金森町西交差点）

### 道路施設

#### 道の駅
- アグリの郷栗東（栗東市）

## 地理

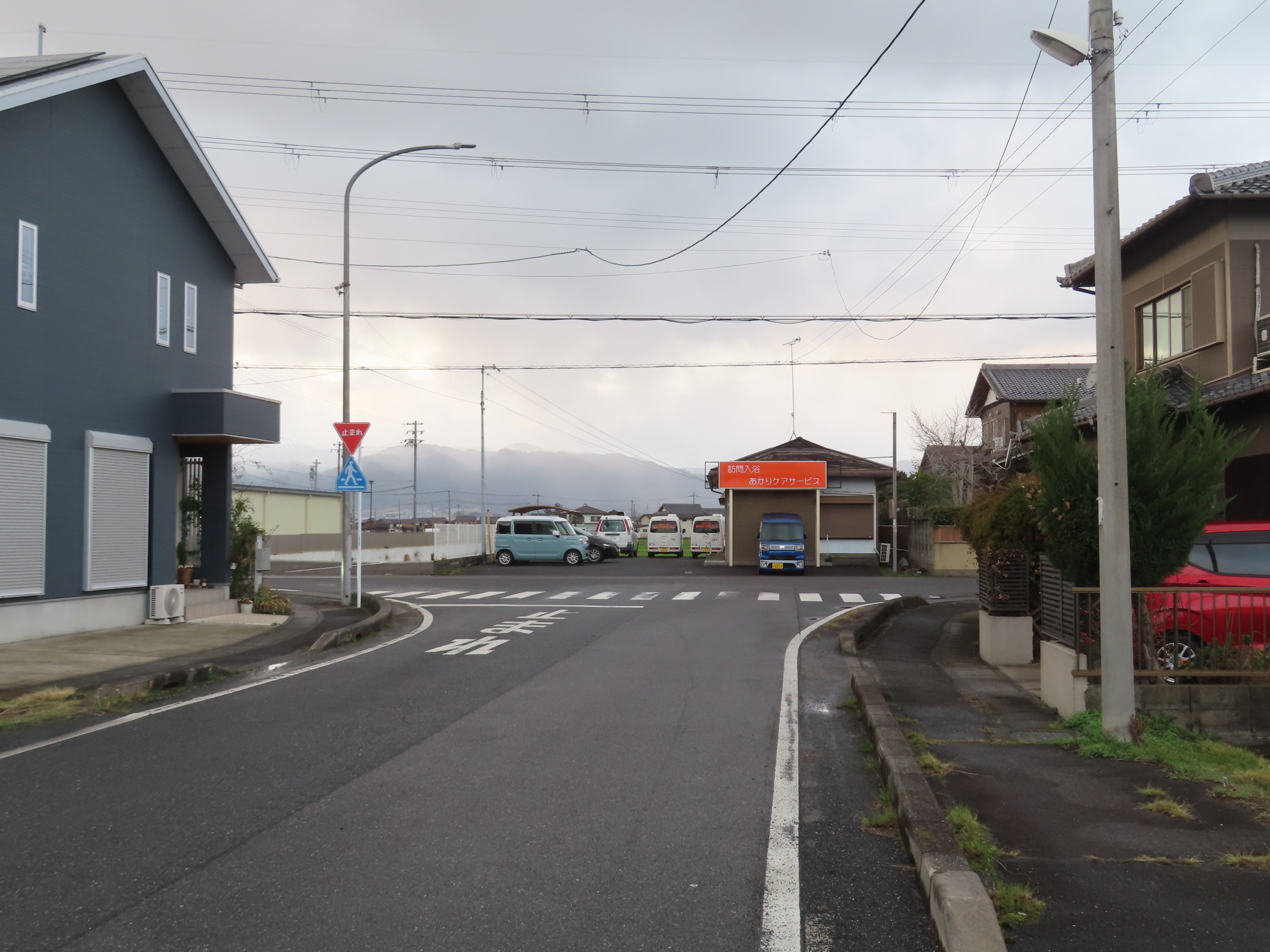
草津市芦浦町にある滋賀県道26号大津守山近江八幡線との交差点。

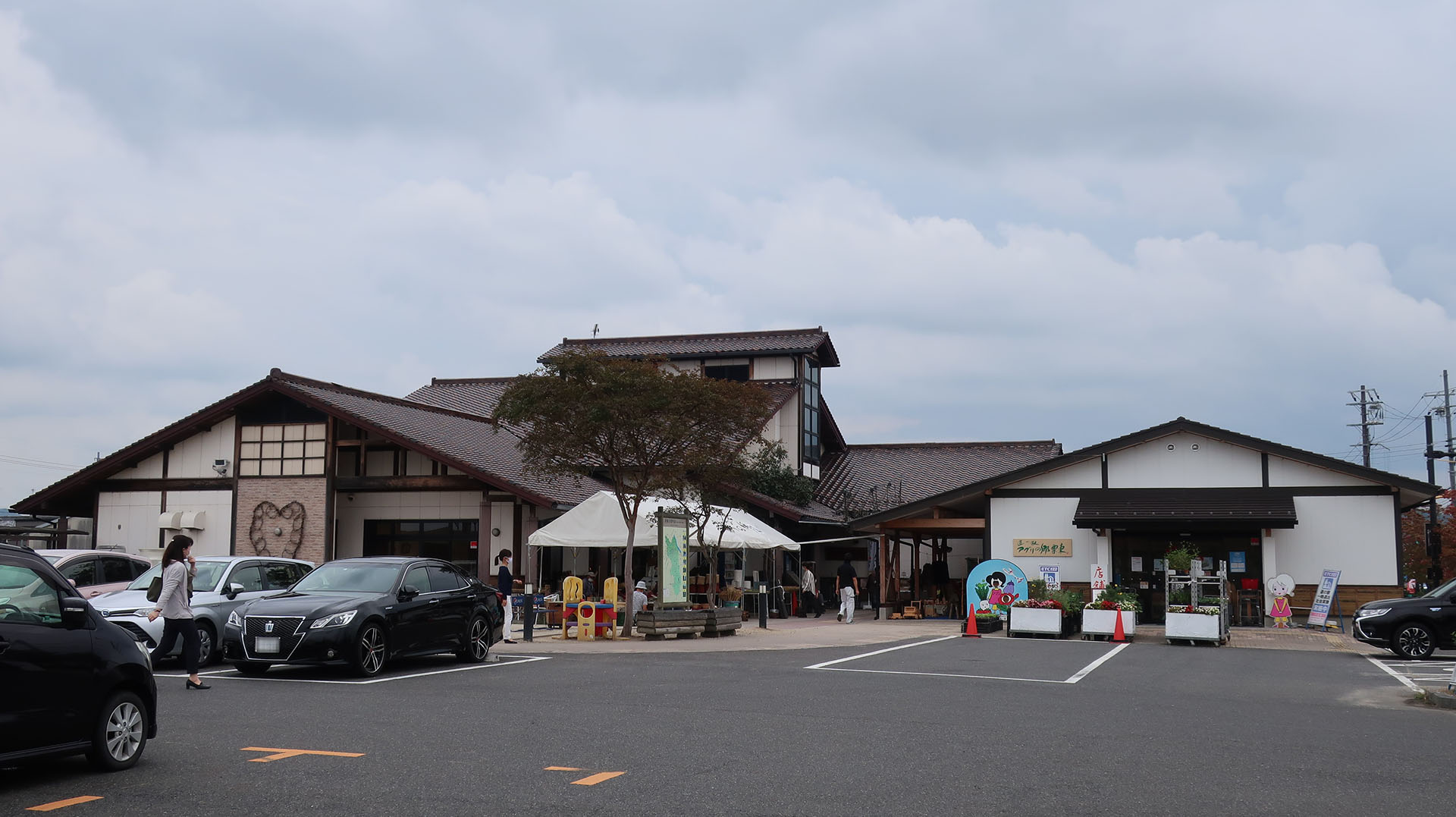
路線内にある道の駅アグリの郷栗東（滋賀県栗東市）

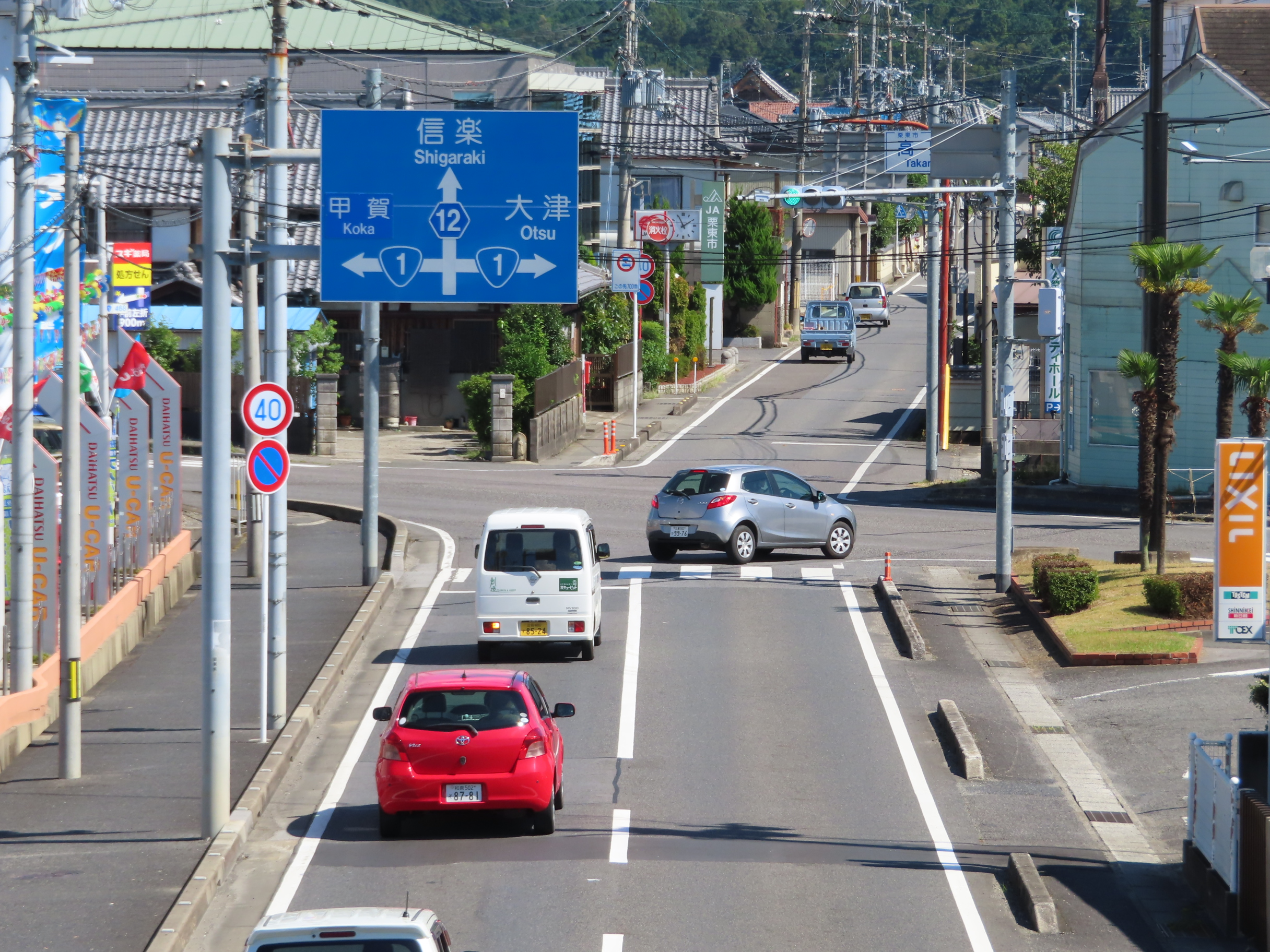
栗東市高野。終点。

### 通過する自治体
- 滋賀県
  - 草津市 - 守山市 - 栗東市

### 交差する道路
| 交差する道路                                                             | 市町村名 | 交差する場所                 | 交差する場所      |
| ------------------------------------------------------------------------ | -------- | ---------------------------- | ----------------- |
| 滋賀県道26号大津守山近江八幡線 / 浜街道                                  | 草津市   | 下物町                       | 起点              |
| 滋賀県道42号草津守山線 / 湖南街道 重複区間起点                           | 守山市   | 横江町                       |                   |
| 滋賀県道42号草津守山線 / 湖南街道 重複区間終点 滋賀県道146号欲賀守山甲線 | 守山市   | 金森町                       | 金森町西交差点    |
| くすの木通り                                                             | 守山市   | 古高町                       | 古高町交差点      |
| 新中山道                                                                 | 守山市   | 焔魔堂町（えんまどうちょう） | 焔魔堂町西交差点  |
| 滋賀県道2号大津能登川長浜線 / 旧中山道                                   | 守山市   | 焔魔堂町                     | 焔魔堂町交差点    |
| 駅前グリーンロード                                                       | 守山市   | 勝部3丁目                    | 勝部高架西交差点  |
| 都賀山通り                                                               | 守山市   | 勝部4丁目                    | 勝部四丁目交差点  |
| 国道8号                                                                  | 栗東市   | 出庭                         | 宅屋交差点        |
| 滋賀県道157号高野守山線                                                  | 栗東市   | 高野                         | 高野西交差点      |
| 国道1号 滋賀県道12号栗東信楽線                                           | 栗東市   | 高野                         | 高野交差点 / 終点 |

### 交差する鉄道
- 東海道本線
- 東海道新幹線

### 沿線
- 印岐志呂神社
- 守山市立第四保育所
- 守山市立守山南中学校
- 立命館守山高等学校
- 日本バイリーン 滋賀工場
- 滋賀県信用組合 守山支店
- 滋賀県済生会看護専門学校
- 関西保温工業 滋賀工場
- 栗東高野郵便局
- 栗東市立葉山小学校、葉山幼稚園、葉山保育園